# Sweetser
Sweetser és una població dels Estats Units a l'estat d'Indiana. Segons el cens del 2006 tenia 857 habitants.

## Demografia
Segons el cens del 2000, Sweetser tenia 906 habitants, 357 habitatges, i 269 famílies. La densitat de població era de 356,9 habitants/km².
Dels 357 habitatges en un 33,6% hi vivien nens de menys de 18 anys, en un 62,7% hi vivien parelles casades, en un 10,1% dones solteres, i en un 24,4% no eren unitats familiars. En el 22,4% dels habitatges hi vivien persones soles el 14,3% de les quals corresponia a persones de 65 anys o més que vivien soles. El nombre mitjà de persones vivint en cada habitatge era de 2,54 i el nombre mitjà de persones que vivien en cada família era de 2,97.
Per edats la població es repartia de la següent manera: un 26,5% tenia menys de 18 anys, un 6,5% entre 18 i 24, un 26,3% entre 25 i 44, un 24,7% de 45 a 60 i un 16% 65 anys o més.
L'edat mediana era de 40 anys. Per cada 100 dones de 18 o més anys hi havia 92,5 homes.
La renda mediana per habitatge era de 39.722$ i la renda mediana per família de 49.327$. Els homes tenien una renda mediana de 43.542$ mentre que les dones 22.054$. La renda per capita de la població era de 19.907$. Entorn del 3,9% de les famílies i el 5% de la població estaven per davall del llindar de pobresa.

## Poblacions més properes
El següent diagrama mostra les poblacions més properes.